# Bulbophyllum ecornutoides
Bulbophyllum ecornutoides là một loài thực vật có hoa trong họ Lan. Loài này được Cootes & W.Suarez mô tả khoa học đầu tiên năm 2006.